# (38631) 2000 KA31
2000 KA31 (asteroide 38631) é um asteroide da cintura principal. Possui uma excentricidade de 0.15315530 e uma inclinação de 20.71635º.
Este asteroide foi descoberto no dia 28 de maio de 2000 por LINEAR em Socorro.